# روبرتو كافالي
روبرتو كافالي (بالإيطالية: Roberto Cavalli)‏ (15 نوفمبر 1940 - 12 أبريل 2024)، هو مصمم أزياء إيطالي من فلورنسا، توسكانا. وهو معروف بالأزياء المثيرة للجدل وبإختراعه لمظهر الجينز الرملي. يبيع متجر الأزياء الإيطالي الراقي روبرتو كافالي الملابس الفاخرة والعطور والإكسسوارات الجلدية.

## الانتقادات
تعرضت كافالي لانتقادات حادة في عام 2004 من قبل المجتمع الهندوسي لتسويق مجموعة من الملابس الداخلية النسائية (المصممة لمتاجر هارودز) والتي ظهرت عليها صور الآلهة الهندوسية. تم سحب الملابس في النهاية وتقديم اعتذارات رسمية.
اتهمت مدرسة "مكتب طريق أويسي شاه مقصودي" للصوفية الإسلامية كافالي بسرقة "شعارهم المقدس"واستخدامه كعلامة تجارية على خط جست كافالي. رفعت المدرسة الصوفية دعوى في أوروبا إلى مكتب التنسيق في السوق الداخلية (OHIM). "في 16 مايو 2014، أعلن المكتب في جلسة الاستماع الأولية رفضه للدعوى الذي تقدمت به المدرسة لإبطال شعار Just Cavalli. وذكرت المحكمة أن الشعارين مختلفين ولا يوجد بينهما أي أوجه تشابه. ومع ذلك واصل طلاب المدرسة الصوفية احتجاجهم.

## الوفاة
توفي روبرتو كافالي في 12 أبريل 2024 عن عمر ناهز الثالثة والثمانين.

## روابط خارجية
- روبرتو كافالي على موقع IMDb (الإنجليزية)
- روبرتو كافالي على موقع مونزينجر (الألمانية)
- روبرتو كافالي على موقع إن إن دي بي (الإنجليزية)
- روبرتو كافالي على موقع ديسكوغز (الإنجليزية)
- روبرتو كافالي على موقع قاعدة بيانات الفيلم (الإنجليزية)